# Ulica Hester
Ulica Hester (ang. Hester Street) – amerykański film obyczajowy z 1975 roku w reżyserii Joan Micklin Silver, zrealizowany na podstawie powieści Abrahama Cahana. Zdjęcia kręcono w Nowym Jorku.

## Opis fabuły
Rok 1896. Gitl jest Żydówką, która przybywa na nowojorską wyspę Elis ze wschodniej Europy, by połączyć się z mężem Jakiem. Na miejscu okazuje się, że mąż porzucił kulturę żydowską i zakorzenił się z nowym otoczeniem. Jeszcze większe zdziwienie wywołuje fakt, że Jake znalazł sobie nową dziewczynę...

## Obsada
- Carol Kane – Gitl
- Steven Keats – Jake
- Mel Howard – Bernstein
- Ed Crowley – Inspektor
- Paul Freedman – Joey
- Lauren Frost – Fanny
- Martin Garner – Boss
- Dorrie Kavanaugh – Mamie
- Zane Lasky – Greenhorn

i inni

## Nagrody i nominacje (wybrane)
Oscary za rok 1975
- Najlepsza aktorka  – Carol Kane (nominacja)